# Fontana della dea Fortuna

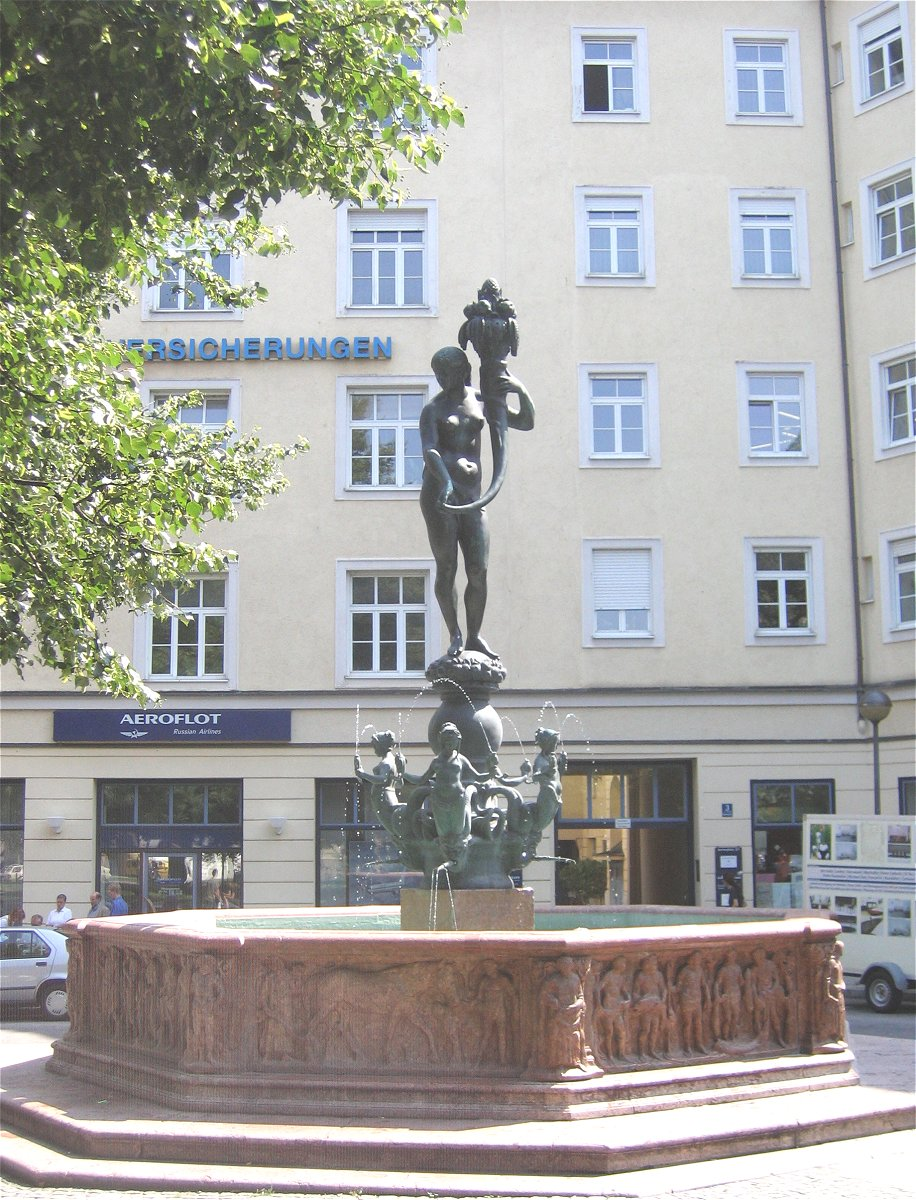
La fontana della dea Fortuna

La fontana della dea Fortuna ovvero Fortunabrunnen è una fontana nel quartiere di Lehel a Monaco di Baviera. Fu eretta nel 1907 dallo scultore monacense Karl Killer quando la piazza Isartor fu risistemata.
Si tratta di una fontana in stile liberty neobarocco che rappresenta una allegoria delle forze benevole dell'acqua. La vasca della fontana in marmo rosso è ottagonale. Sugli otto lati vi sono dei rilievi che rappresentano scene di vita agricola. In mezzo troneggia su una colonna in pietra la figura nuda bronzea alta tre metri rappresentante la dea romana Fortuna. Essa tiene con entrambe le mani il suo attributo ben decorato: il corno dell'abbondanza. Ai suoi piedi piccole sirene badano alle gargolle.